# سوفي ثاتشر
سوفي ثاتشر (بالإنجليزية: Sophie Thatcher)‏ هي ممثلة أمريكية، ولدت في 2000 في الولايات المتحدة.

## الأعمال

### أفلام
| السنة | الفيلم | الدور        |
| ----- | ------ | ------------ |
| 2023  | البعبع | سادي هاربر   |
| 2024  | ماكسين | فنانة مؤثرات |
| 2024  | مهرطق  | سترز بارنيز  |
| 2025  | رفيق   | إيرس         |

## روابط خارجية
- سوفي ثاتشر على موقع IMDb (الإنجليزية)
- سوفي ثاتشر على موقع روتن توميتوز (الإنجليزية)
- سوفي ثاتشر على موقع ألو سيني (الفرنسية)
- سوفي ثاتشر على موقع ميوزك برينز (الإنجليزية)
- سوفي ثاتشر على موقع قاعدة بيانات الفيلم (الإنجليزية)